# اود مارتینسن
اود مارتینسن (انگلیسی: Odd Martinsen؛ زادهٔ ۲۰ دسامبر ۱۹۴۲) ورزشکار اسکی صحرانوردی اهل نروژ است.
وی در مسابقات کشوری و بین‌المللی در مجموع برندهٔ ۲ مدال طلا، ۳ مدال نقره، ۳ مدال برنز شده‌است.